# Bộ Tài chính (Trung Quốc)
Bộ Tài chính (tiếng Trung: 财政部; bính âm: Cáizhèng bù) của Chính phủ nước Cộng hòa Nhân dân Trung Hoa là cơ quan điều hành quốc gia của Chính phủ Nhân dân Trung ương quản lý các chính sách kinh tế vĩ mô và ngân sách hàng năm quốc gia. Bộ Tài chính cũng xử lý chính sách tài khóa, các quy định kinh tế và chi tiêu của chính phủ cho nhà nước.
Bộ cũng ghi chép và xuất bản hằng năm dữ liệu kinh tế vĩ mô về kinh tế Trung Quốc. Điều này bao gồm cả thông tin như tốc độ tăng trưởng kinh tế trước đây ở Trung Quốc, nợ chính phủ trung ương và vay mượn và nhiều các chỉ số khác có liên quan đến nền kinh tế Trung Quốc.
Bộ Tài chính miễn giảm là nhỏ hơn so với phía đối tác của nó ở nhiều các nhà nước khác. Quản lý kinh tế vĩ mô chủ yếu được giải quyết bởi Ủy ban Cải cách và Phát triển Quốc gia (NDRC). Các ngành công nghiệp thuộc sở hữu nhà nước là tránh nhiệm của Ủy ban Giám sát và Quản lý Tài sản Nhà nước Trung Quốc (SASAC), và có các nhà quản lý riêng cho công việc ngân hàng, bảo hiểm và chứng khoán. Nó cũng không xử lý quy định của các thị trường tiền tệ hoặc lãi suất. Những điều này, cùng với các khía cạnh khác của chính sách tiền tệ, chịu sự chi phối bởi Ngân hàng Nhân dân Trung Quốc (PBC), ngân hàng trung ương của Trung Quốc. Bộ Tài chính, NDRC và PBC bình đẳng trong địa vị, với những người đứng đầu chính trị của chúng đều nằm trong Quốc vụ viện Trung Quốc.

## Cơ cấu tổ chức
Cơ cấu tổ chức có được từ trang web của Bộ Tài chính:
- Văn phòng
- Vụ Chính sách & Chương trình
- Vụ Pháp lý
- Vụ Chính sách thuế
- Vụ Chính sách thuế quan
- Vụ Ngân sách
- Vụ Kho bạc
- Vụ Quốc phòng
- Vụ Hành chính & thực thi pháp luật
- Vụ Giáo dục, Khoa học & Văn hóa
- Vụ Xây dựng kinh tế
- Vụ An sinh xã hội
- Vụ Nông nghiệp
- Vụ Vốn cổ phần nhà nước và tài chính doanh nghiệp
- Vụ Tài chính
- Vụ Quốc tế[2]
- Vụ Chế độ kế toán
- Vụ Giám sát
- Văn phòng Phát triển nông thôn nhà nước
- Vụ Nhân sự & Giáo dục

## Danh sách Bộ trưởng Tài chính
| Số | Họ tên                       | Nhậm chức           | Từ chức             |
| -- | ---------------------------- | ------------------- | ------------------- |
| 1  | Bạc Nhất Ba                  | tháng 10 năm 1949   | tháng 9 năm 1953    |
| -  | Nhung Tử Hòa (戎子和, quyền) | tháng 10 năm 1952   | tháng 9 năm 1953    |
| 2  | Đặng Tiểu Bình (邓小平)      | tháng 9 năm 1953    | tháng 6 năm 1954    |
| 3  | Lý Tiên Niệm (李先念)        | tháng 6 năm 1954    | tháng 6 năm 1970    |
| 4  | Ân Thừa Trinh (殷承祯)       | tháng 6 năm 1970    | tháng 1 năm 1975    |
| 5  | Trương Kính Phu (张劲夫)     | tháng 1 năm 1975    | tháng 8 năm 1979    |
| 6  | Ngô Ba (吴波)                | tháng 8 năm 1979    | tháng 8 năm 1980    |
| 7  | Vương Bính Can (王丙乾)      | tháng 8 năm 1980    | tháng 9 năm 1992    |
| 8  | Lưu Trọng Lê (刘仲藜)        | tháng 9 năm 1992    | tháng 3 năm 1998    |
| 9  | Hạng Hoài Thành (项怀诚)     | tháng 3 năm 1998    | tháng 3 năm 2003    |
| 10 | Kim Nhân Khánh (金人庆)      | tháng 3 năm 2003    | thánh 8 năm 2007    |
| 11 | Tạ Húc Nhân (谢旭人)         | tháng 8 năm 2007    | 16 tháng 3 năm 2013 |
| 12 | Lâu Kế Vỹ (楼继伟)           | 16 tháng 3 năm 2013 | 7 tháng 11 năm 2016 |
| 13 | Tiêu Tiệp (肖捷)             | 7 tháng 11 năm 2016 | 19 tháng 3 năm 2018 |
| 13 | Lưu Côn (刘昆)               | 19 tháng 3 năm 2018 | đương nhiệm         |